# 第79回天皇杯・第70回皇后杯 全日本総合バスケットボール選手権大会
第79回天皇杯・第70回皇后杯 全日本総合バスケットボール選手権大会（だい79かいてんのうはい・だい70かいこうごうはい ぜんにほんそうごう―せんしゅけんたいかい）は、2003年12月28日から2004年1月12日まで開催された全日本総合バスケットボール選手権大会である。

## 出場チーム

### 男子
JBL
- アイシンシーホース（スーパーリーグ1位）
- 東芝ブレイブサンダース（スーパーリーグ3位）
- 三菱電機メルコドルフィンズ（スーパーリーグ5位）
- 日立サンロッカーズ（スーパーリーグ7位）
- さいたまブロンコス（日本リーグ1位）
- 豊田通商ファイティングイーグルス（日本リーグ3位）

- トヨタ自動車アルバルク（スーパーリーグ2位）
- 松下電器パナソニックスーパーカンガルーズ（スーパーリーグ4位）
- 新潟アルビレックス（スーパーリーグ6位）
- オーエスジーフェニックス（スーパーリーグ8位）
- ニデックブルーダックス（日本リーグ2位）
- 東京海上ビッグブルー（日本リーグ4位）

学生
- 日本大学（1位）
- 拓殖大学（3位）
- 東海大学（5位）
- 専修大学（7位）

- 大東文化大学（2位）
- 法政大学（4位）
- 筑波大学（6位）
- 日本体育大学（8位）

地方ブロック
- 札幌大学（北海道）
- 横浜ギガキャッツ（関東）
- 愛知学泉大学（東海）
- 松江工業クラブ（中国）
- 鹿児島教員クラブ（九州）

- JR東日本秋田（東北）
- 富山グラウジーズ（北信越）
- BUBBLES（近畿）
- 四国電力（四国）

### 女子
WJBL
- ジャパンエナジーJOMOサンフラワーズ（Wリーグ1位）
- 富士通レッドウェーブ（Wリーグ3位）
- 三菱電機コアラーズ（Wリーグ5位）
- 日本航空JALラビッツ（Wリーグ7位）
- アイシン・エィ・ダブリュ ウィングス（WIリーグ1位）
- 東京海上ビッグブルー（WIリーグ3位）

- シャンソン化粧品シャンソンVマジック（Wリーグ2位）
- トヨタ自動車アンテロープス（Wリーグ4位）
- 日立ハイテクノロジーズ・スクァレルズ（Wリーグ6位）
- デンソーアイリス（Wリーグ8位）
- 甲府クィーンビーズ（WIリーグ2位）
- 荏原製作所エバラヴィッキーズ（WIリーグ4位）

学生
- 日本体育大学（1位）
- 大阪人間科学大学（3位）
- 桜花学園大学（5位）
- 武庫川女子大学（7位）

- 専修大学（2位）
- 鹿屋体育大学（4位）
- 大阪体育大学（6位）
- 東京学芸大学（8位）

地方ブロック
- 札幌大学（北海道）
- 松蔭女子大学（関東）
- 愛知学泉大学（東海）
- 誠英高等学校（中国）
- 鶴屋百貨店（九州）

- 秋田銀行（東北）
- Blue Sky（北信越）
- 大阪薫英女学院高等学校（近畿）
- JOIN（四国）

## 試合結果

### 男子
決勝
- アイシン 73 - 57 トヨタ自動車

### 女子
決勝
- ジャパンエナジー 102 - 86 富士通

## 大会ベスト5

### 男子
- 青野文彦（松下電器№31・2年連続2度目）
- 折茂武彦（トヨタ自動車№9・3年ぶり2度目）
- 外山英明（アイシン№7・初受賞）
- 後藤正規（アイシン№6・4年連続4度目）
- 佐古賢一（アイシン№2・3年ぶり6度目）

### 女子
- 濱口典子（ジャパンエナジー№15・9年連続9度目）
- 大山妙子（ジャパンエナジー№6・4年ぶり6度目）
- 川畑宏美（ジャパンエナジー№11・2年連続2度目）
- 相澤優子（富士通№6・初受賞）
- 永田睦子（シャンソン化粧品№0・6年連続7度目）

## 備考
- 大会直後に女子アジア選手権兼アテネ五輪アジア予選を控えていた関係により、女子のみ大会日程を通常より前倒しして12月28日開幕・1月4日決勝とした。また、28日までウィンターカップが東京体育館で開催されていたため1・2回戦は駒沢体育館に移して行われた。